# Oroszlány
Oroszlány is een stadje, hoofdplaats van het district Oroszlány (Oroszlányi járás), in Hongarije in het comitaat Komárom-Esztergom. Oroszlány ligt ca 15 km ten zuidwesten van Tatabánya. Vlakbij ligt het klooster Majk. Orosz lány betekent letterlijk "Russisch meisje" in het Hongaars.
Op 29 januari 2011 vond er op slechts enkele kilometers van Oroszlány een middelgrote aardbeving plaats die in totaal 26 (geringe) schadegevallen tot gevolg had. Het ging dan voornamelijk om barsten in muren en een aantal ingestorte schoorstenen. Deze aardbeving had een magnitude van 4.3 (USGS en EMSC) en een diepte van nauwelijks 5 km. Het epicentrum van de aardbeving bevond zich in het naburige Vertessomlo. Nadien volgden er nog een aantal kleine naschokken. De schokken waren duidelijk te voelen tot in de hoofdstad Boedapest.

## Galerij

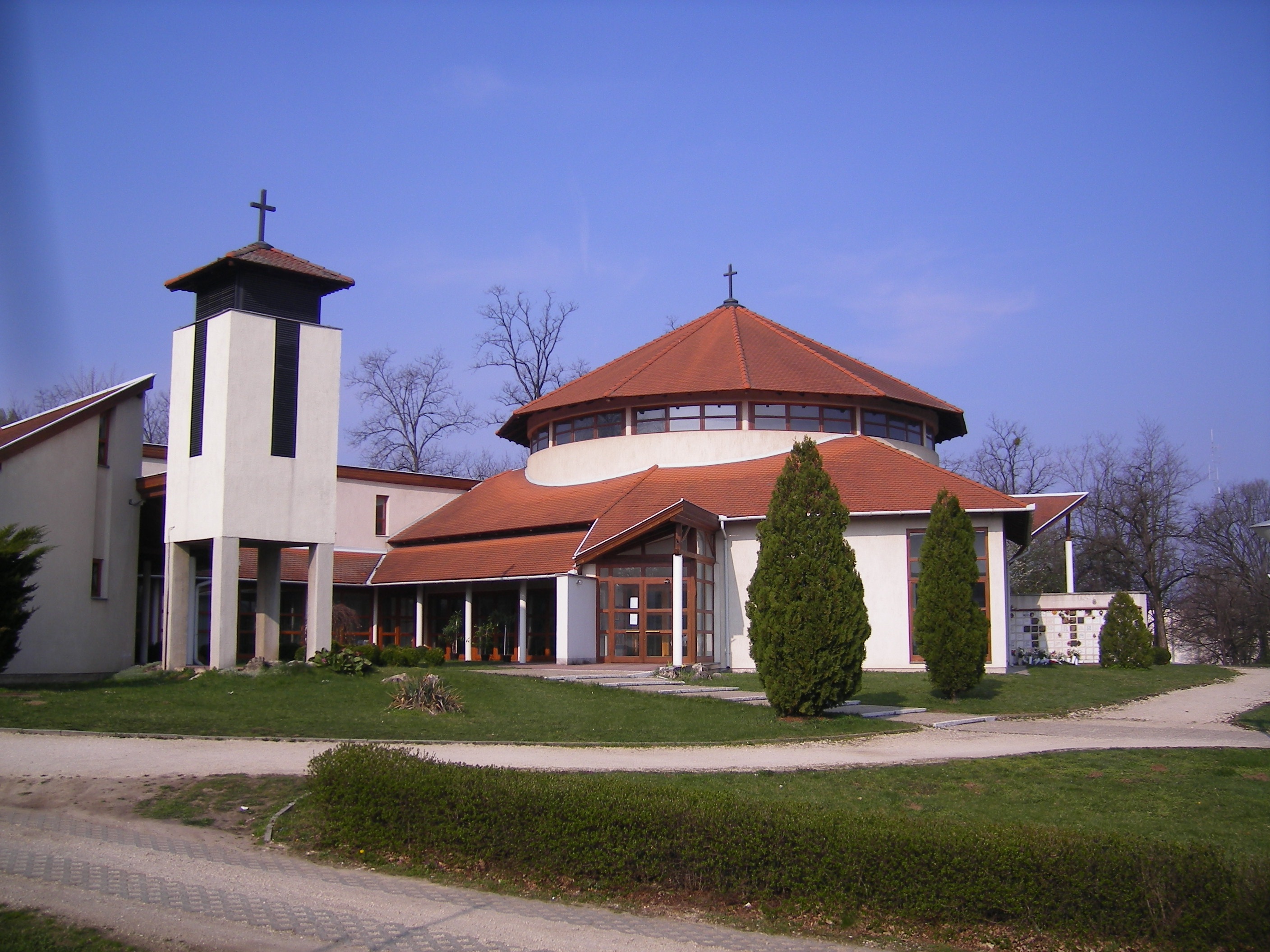
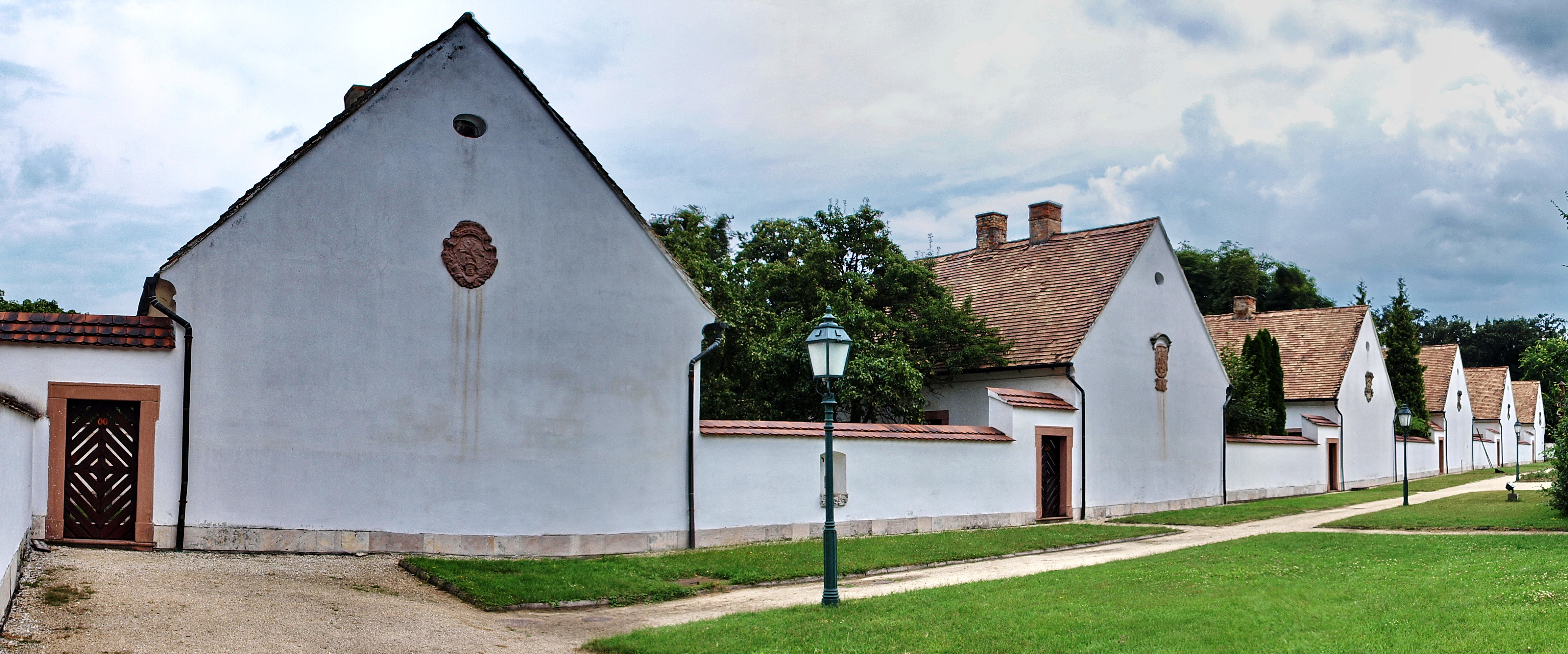
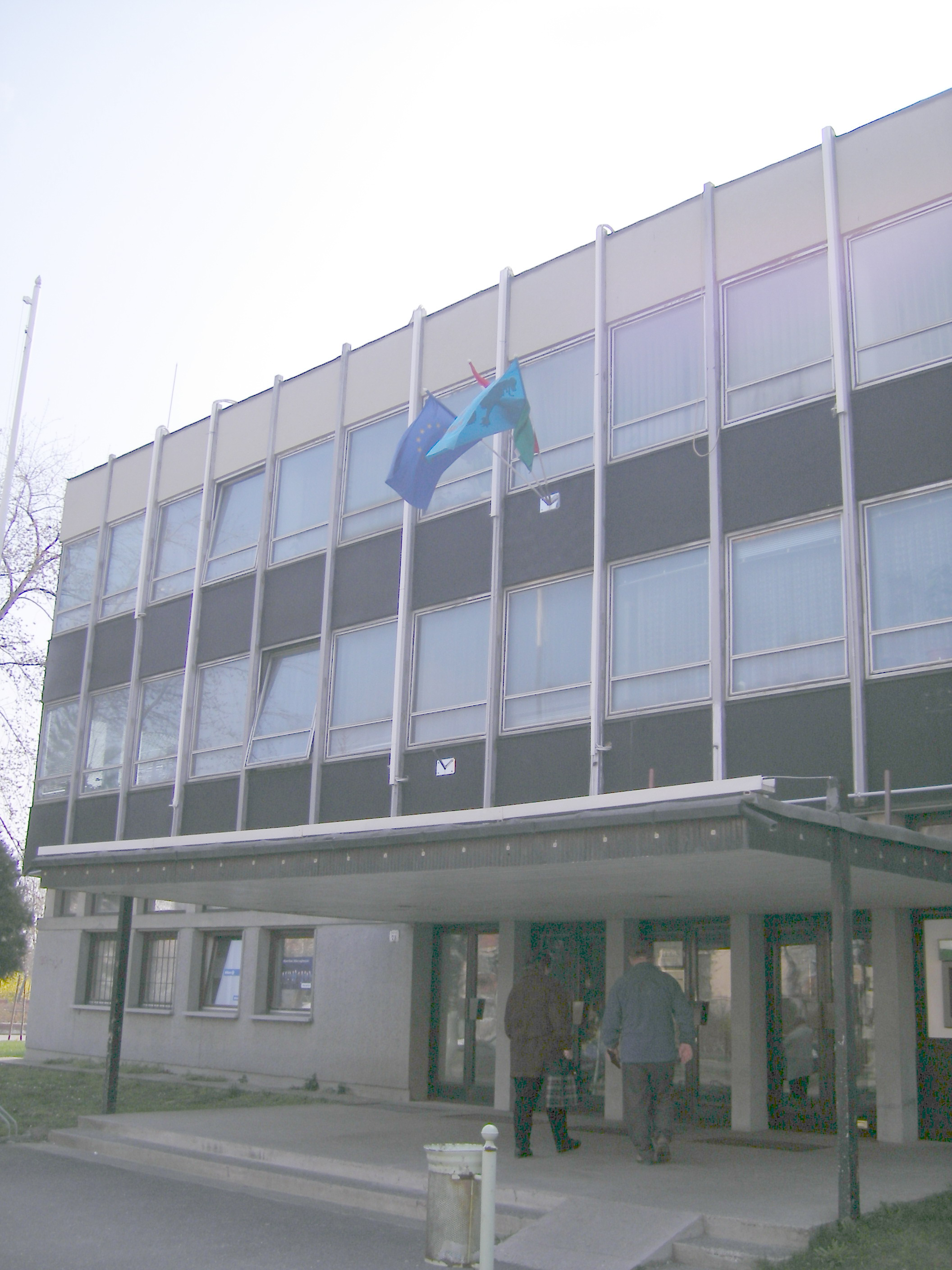
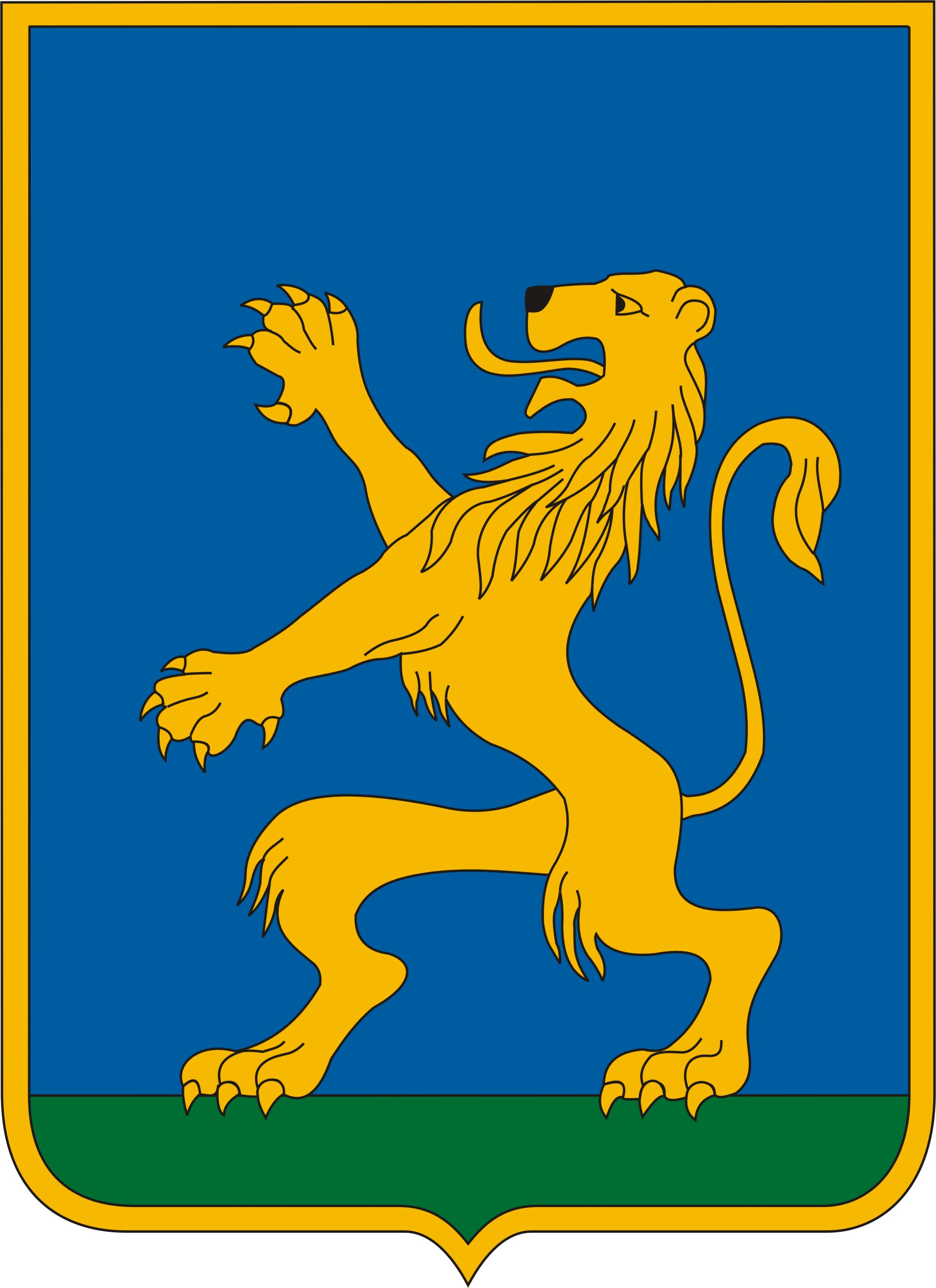
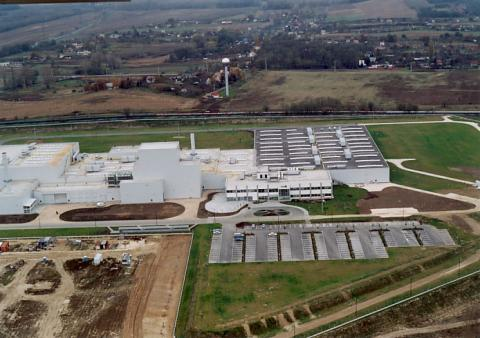
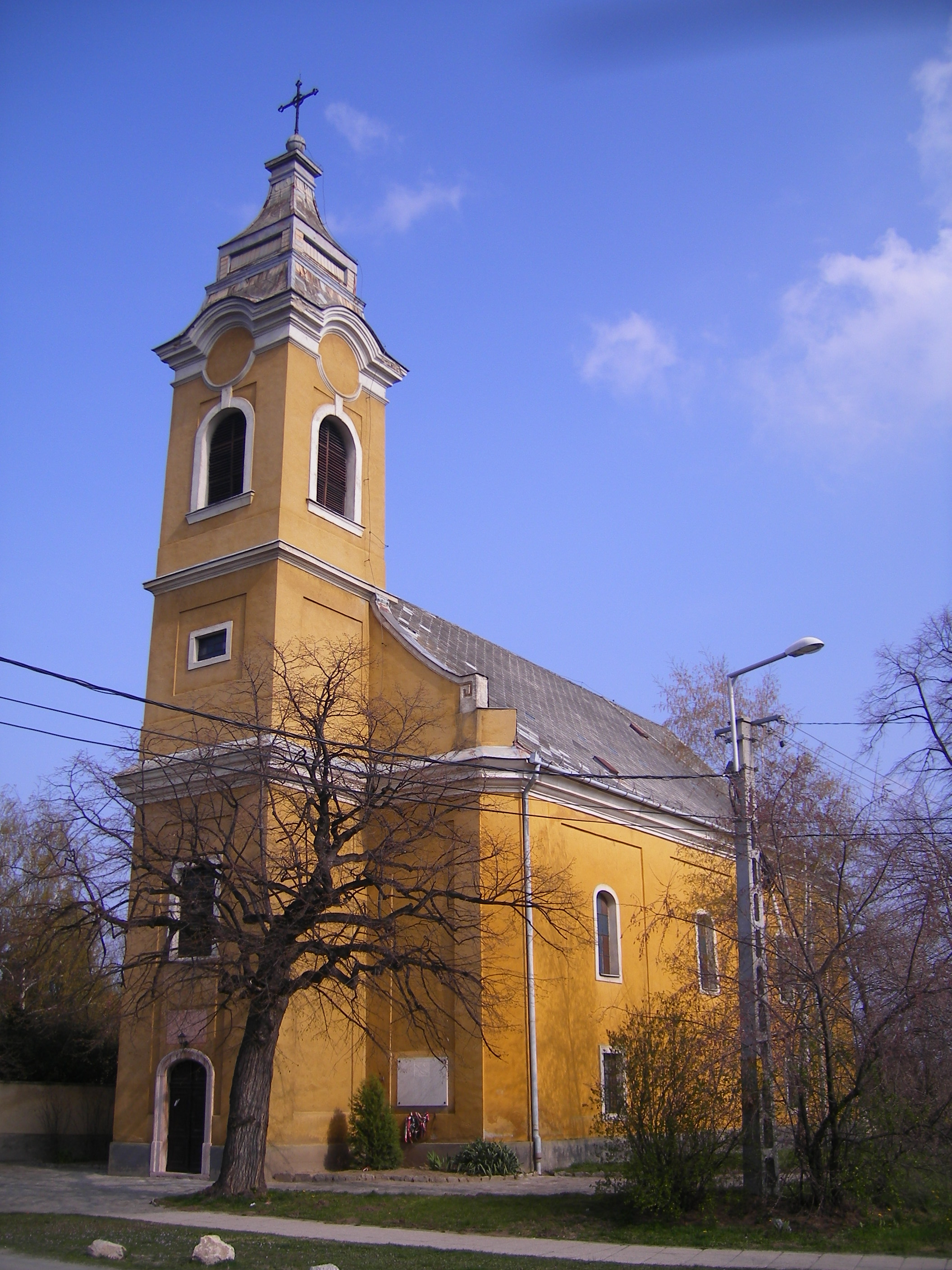
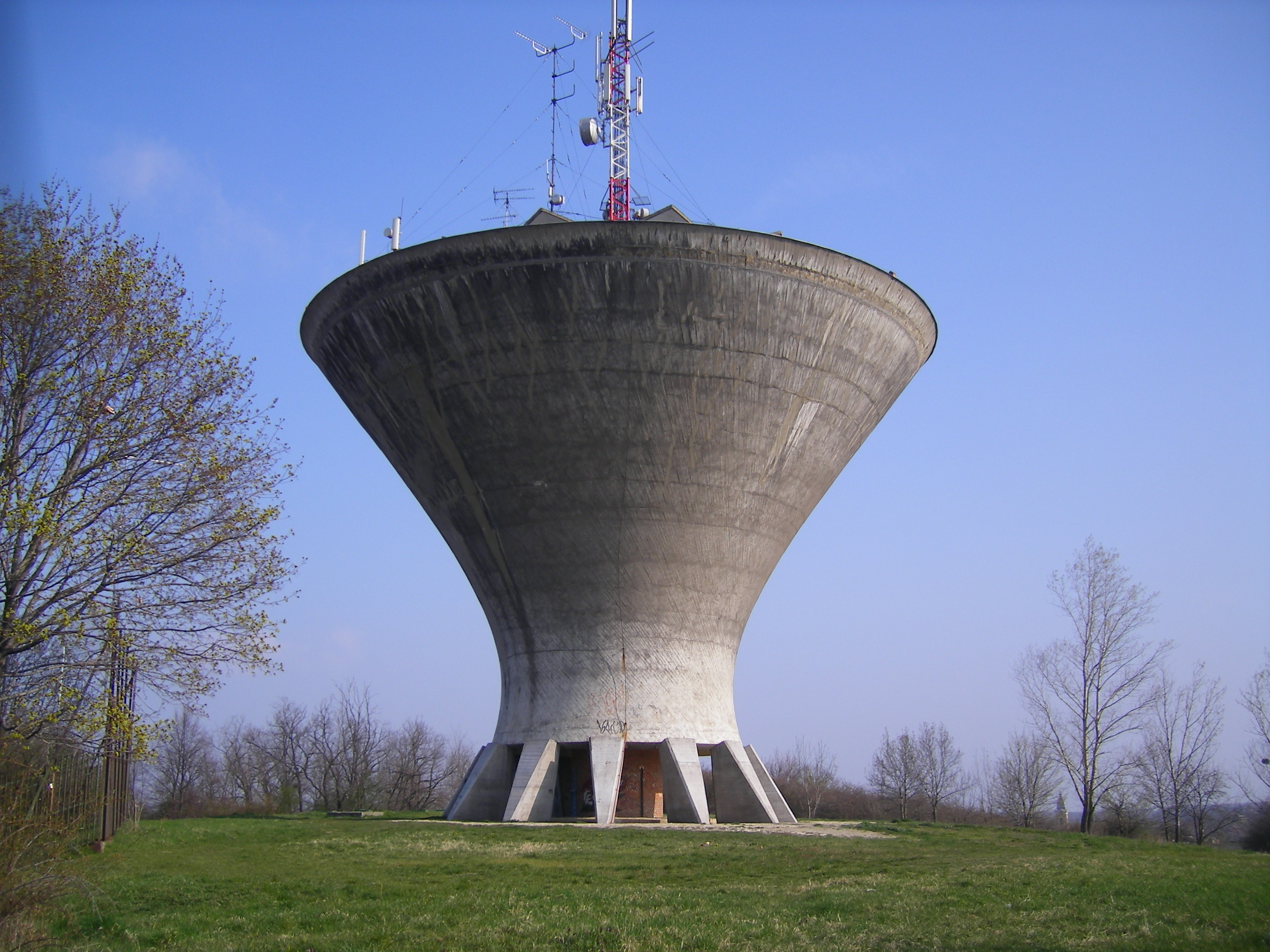